# HP-86
O HP-86 foi um microcomputador fabricado pela empresa estadunidense HP no início dos anos 1980 e vendido por um preço inicial de US$ 1.795,00. Versão simplificada do HP-87 e com um gabinete que lembrava seu antecessor, o HP-85, não possuía ao contrário deste último, monitor, impressora ou unidade de fita magnética incorporados.

## Características
Da mesma forma que os outros micros da série 8X, o HP-86 usava uma UCP NMOS de 8 bits operando em BCD e rodando a escassos 625 kHz. O HP-86 usava um monitor externo monocromático de 9" (82912A) ou 13" (82913A).

### HP-86A
O HP-86A possuía 64 KiB de RAM, interfaces de impressora e para duas unidades de disquete. Era totalmente compatível com o HP-87A.

### HP-86B
O HP-86B era, na verdade, um HP-87XM sem monitor. Possuía 128 KiB de RAM e uma porta HP-IB, em vez das interfaces de impressora e de drives de disquetes do HP-86A.

## Especificações técnicas
- Teclado: mecânico, 91 teclas (com teclado numérico reduzido e teclas de função)
- Display:
  - 80 X 24 texto
  - 544 X 240 (gráfico, monocromático)
- Portas:
  - 1 saída de vídeo composto para monitor de vídeo
  - 1 interface para dois drive de disquete (86A)
  - 1 interface paralela (86A)
  - 1 porta HP-IB (86B)
- Armazenamento:
  - RAM drive
  - Unidades de disquete externas